# American Oxygen
Singles de Rihanna
Bitch Better Have My Money
(2015) Work
(2016)
American Oxygen est une chanson de l’artiste barbadienne Rihanna. Elle a été écrite par Alex da Kid, Candice Pillay, Sam Harris (X Ambassadors) et Rihanna, et produite par Kid et Kanye West. La chanson est inspirée de Born in the U.S.A, single du chanteur américain Bruce Springsteen sorti en 1984.
American Oxygen est disponible sur iTunes Store depuis le 14 avril 2015. C’est une ballade au rythme dubstep, avec des paroles patriotiques qui expriment le nouveau visage des États-Unis et la poursuite du rêve américain, dans la lignée de Empire State of Mind de Jay-Z et Alicia Keys.

## Composition et paroles
American oxygen est une ballade d’influence , d’une durée de 5 minutes et 22 secondes, avec un fond « résonant », Rihanna appelle à une « nouvelle Amérique ». Les paroles relatent l’histoire d’un immigrant que l’on peut comprendre dans cet extrait des paroles :
- « Oh say can you see, this American dream? »

(Oh, peux-tu apercevoir ce rêve Américain)
- « Young girl hustlin', on the other side of the ocean »

(de jeunes filles qui luttent chaque jour, à l’autre bout du monde)
- « You can be anything at all »

(tu peux être tout ce que tu veux être)
- « Just close your eyes and breathe »

(ferme juste tes yeux et respire)

## Clip
La vidéo de la chanson a été réalisée par Darren Craig, Jonathan Craven et Jeff Nicholas, et retrace des événements importants de l’histoire des États-Unis, tels que l’immigration dans le pays, l'assassinat de Martin Luther King, la mission Apollo 11, les attentats du 11 septembre 2001, Occupy Wall Street, l’investiture du premier président noir américain, Barack Obama, ou encore les manifestations de Ferguson. Il retrace aussi des évènements des deux Guerres Mondiales.

## Accueil et critiques
La chanson est bien accueillie par les critiques qui saluent son patriotisme. Elle a rencontré un immense succès sur les réseaux sociaux, atteignant la 1re place du US Top Twitter Tracks, quatre jours seulement après sa sortie officielle.
Le clip vidéo a également reçu des critiques favorables dans l’ensemble, soulignant sa différence avec les clips et l'univers habituels de Rihanna. Des spécialistes en musique y voient des similitudes avec le clip de Billy Joel « We Didn’t Start the Fire » de 1989.

## Classements
| Pays et classements (2015)              | Meilleure position |
| --------------------------------------- | ------------------ |
| Australie (ARIA)                        | 65                 |
| Autriche (Ö3 Austria Top 40)            | 52                 |
| Belgique (Flandre Ultratop 50 Singles)  | 4                  |
| Belgique (Ultratop Flandre Urban)       | 16                 |
| Belgique (Wallonie Ultratop 50 Singles) | 6                  |
| Canada (Hot 100)                        | 59                 |
| Tchéquie (IFPI Singles Digitál)         | 5                  |
| Danemark (Tracklisten)                  | 22                 |
| Finlande (Suomen virallinen lista)      | 19                 |
| France (SNEP)                           | 25                 |
| Allemagne (Media Control AG)            | 39                 |
| Hongrie (Single Top 40)                 | 24                 |
| Irlande (IRMA)                          | 33                 |
| Japon (Hot 100)                         | 87                 |
| Pays-Bas (Single Top 100)               | 43                 |
| Norvège (VG-lista)                      | 25                 |
| Slovaquie (IFPI Rádio)                  | 6                  |
| Corée du Sud (Gaon Chart)               | 27                 |
| Espagne (PROMUSICAE)                    | 27                 |
| Suède (Sverigetopplistan)               | 11                 |
| Suisse (Schweizer Hitparade)            | 30                 |
| Royaume-Uni (UK Singles Chart)          | 71                 |
| États-Unis (Hot 100)                    | 78                 |
| États-Unis (Pop Airplay)                | 34                 |